# Webster Tarpley

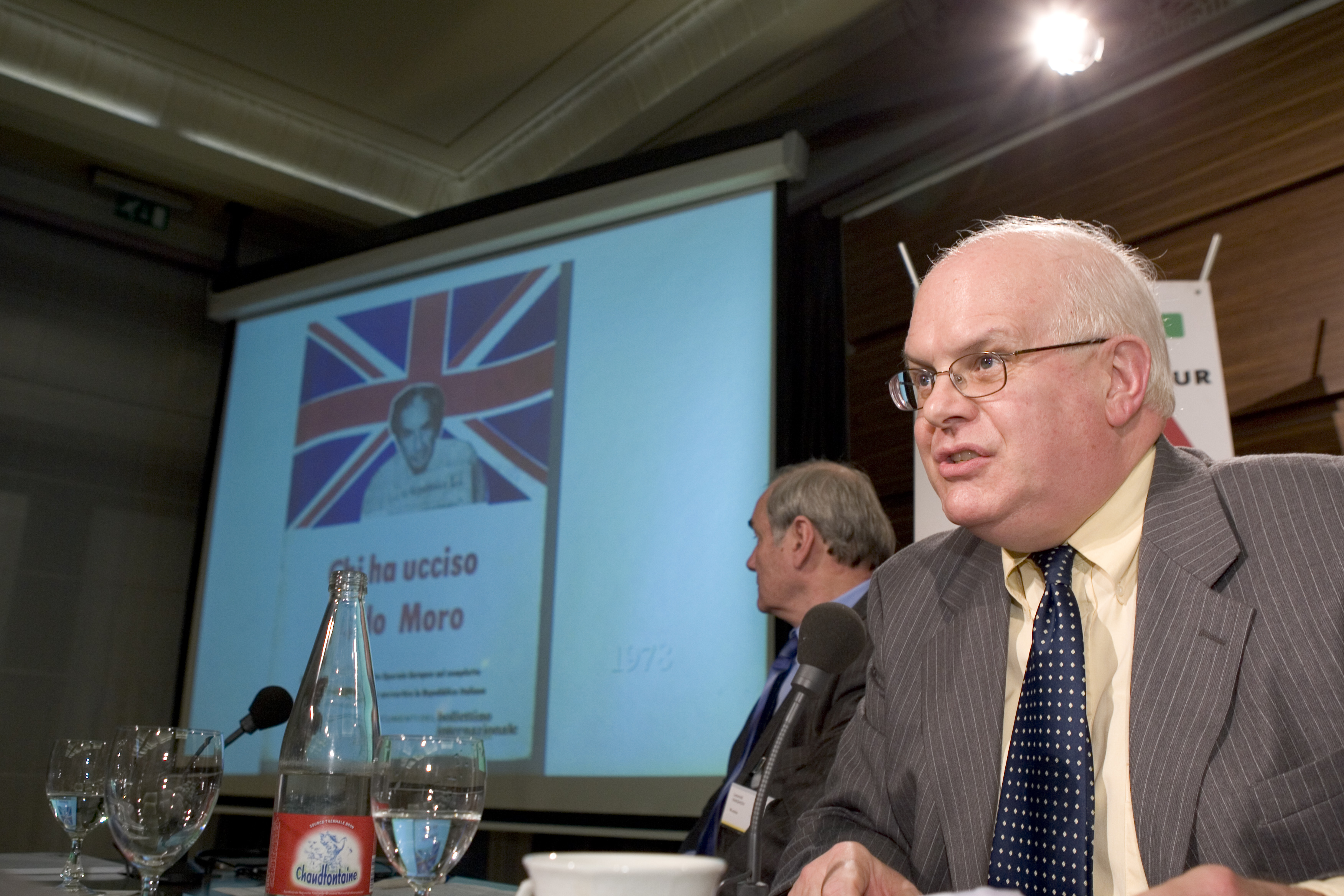
Webster Tarpley (2005)

Webster Griffin Tarpley (* 1946 in Pittsfield, Massachusetts) ist ein verschwörungsideologischer US-amerikanischer Journalist und Autor.

## Leben
Tarpley studierte an der Princeton University Englisch und Italienisch und schloss 1966 mit summa cum laude ab. Danach lehrte er an der Universität Turin im Rahmen des US-amerikanischen Fulbright-Programms. Er stand bis in die 1990er Jahre der LaRouche-Bewegung nahe. 1986 kandidierte er als Mitglied von LaRouches U.S. Labor Party als Abgeordneter für die New York State Assembly. Sein Name wurde jedoch per Gerichtsbeschluss wieder vom Wahlzettel entfernt, da seine Nominierungspetition fehlerhaft war. Er gilt als einer der Wortführer der Verschwörungstheorien zum 11. September 2001.
Tarpley spricht, außer seiner Muttersprache Englisch, fließend Deutsch, Italienisch, Französisch, Latein und Russisch.
Seine deutschsprachigen Veröffentlichungen erscheinen im Kopp Verlag.